# Aptosimum spinescens
Aptosimum spinescens är en flenörtsväxtart som först beskrevs av Carl Peter Thunberg, och fick sitt nu gällande namn av Georg Heinrich Weber. Aptosimum spinescens ingår i släktet Aptosimum och familjen flenörtsväxter. Inga underarter finns listade i Catalogue of Life.